# Caryotophora
Genre
Classification phylogénétique
Caryotophora Leistn. est un genre de plante de la famille des Aizoaceae.
Caryotophora Leistn. in L.Bolus, Notes Mesembr. 3: 289 (1958)
Type : Caryotophora skiatophytoides Leistn.

## Liste des espèces
Caryotophora Leistn. est, à ce jour, un genre monotype.
- Caryotophora skiatophytoides Leistn.